# جک کانر (بازیکن فوتبال، زاده ۱۹۳۴)
جک کانر (انگلیسی: Jack Connor; ۲۵ ژوئیهٔ ۱۹۳۴ – ۶ مارس ۲۰۱۰) بازیکن فوتبال اهل بریتانیا بود.
از باشگاه‌هایی که در آن بازی کرده‌است می‌توان به باشگاه فوتبال هادرزفیلد تاون، باشگاه فوتبال بریستول سیتی، و باشگاه فوتبال فورمبی اشاره کرد.